# Pałac w Ropicy
Pałac w Ropicy – pałac w stylu barokowym z początku XVIII wieku w Ropicy, w kraju morawsko-śląskim, w Czechach, obecnie w stanie ruin.

## Historia
Pierwszym znanym prywatnym właścicielem wsi był w 1430 Sobko Kornicz z Ropicy. W XV wieku Ropica została główną siedzibą rodziny Sobków, którzy wybudowali tutaj obronną twierdzę. W 1676 baron Rudolf Sobek z Ropicy sprzedał ropicki majątek wraz z pańską siedzibą Maksymilianowi Pröcklowi z Procksdorfu, ten z kolei sprzedał ją w 1700 roku baronowi Filipowi Saint Genois d’Anneaucourt. On i jego następcy na początku XVIII wieku budynek w późnobarokowy pałac. Był to piętrowy, prostokątny budynek przykryty mansardowym dachem, a fasada posiadała jońskie pilastry. W 1785 pałac i wieś zostały sprzedane baronowej Gabrieli Cselestowej z Celestyny, która rozbudowała budynek o tylne skrzydło mieszczące kuchnię i pokoje gościnne. Za pałacem założono natomiast park w stylu angielskim. Po śmierci baronowej Gabrieli w 1816 pałac przeszedł w spadku w ręce baronów Spensów von Booden. Jako pierwsza zamieszkała ją baronowa Zoé, żona Antoniego von Mattencloita. Za jej życia pałac często gościł malarzy, muzyków, poetów i przedstawicieli arystokracji. W 1926 właścicielem Ropicy został Herman hrabia Künburg-Spens, zmarły w 1942. Był to ostatni szlachecki posiadacz pałacu i wsi. 
W 1945 ropicki majątek został znacjonalizowany, a budynek został zamieszkały przez pracowników państwowego gospodarstwa rolnego. W 1989 pałac przeszedł w ręce prywatne, jednak pozbawiony opieki popadł w ruinę.
Od 2013 roku w pałacu prowadzone są prace rekonstrukcyjne, które mają objąć również przyległy do niego park.